# Cavia fulgida
Кавія блискуча (Cavia fulgida) — вид гризунів родини кавієві, що мешкає в прибережних районах південно-сходу Бразилії. Живе у степовій місцевості, надає перевагу узліссям.